# Neocompsa magnifica
Neocompsa magnifica är en skalbaggsart som beskrevs av Martins 1971. Neocompsa magnifica ingår i släktet Neocompsa och familjen långhorningar.
Artens utbredningsområde är Guatemala. Inga underarter finns listade i Catalogue of Life.